# Геховіт
Геховіт (вірм. Գեղհովիտ) — село в марзі Гегаркунік, на сході Вірменії. Село розташоване на річці Мартуні, на трасі Мартуні — Єхегнадзор, за 4 км на південний захід від Мартуні та за 46 км на північ від Єхегнадзору. До складу сільради Геховіту входять також села Лернаовіт та Ншхарк.